# Patrick Reid
Patrick Reid, född 13 november 1910, död 22 maj 1990; brittisk major, författare till boken The Colditz Story (1952; 'Mästerrymmarna på Colditz') där han berättar om hur han lyckades fly från det ökända tyska krigsfängelset. Boken filmatiserades 1955 som Mästerrymmarna på Colditz, med bland andra John Mills och Ian Carmichael i huvudrollerna.